# Cerkve Göreme
Göreme je okrožje v provinci Nevşehir v Turčiji. Po izbruhu vulkana, danes gore Erciyes, pred približno 2,6 milijona let, sta pepel in lava oblikovala mehke kamnine v regiji Kapadokija, ki pokrivajo površino približno 20.000 km2. Mehkejše kamnine sta erodirala veter in voda, trdnejše kapice na vrhu stebrov pa so ostale ter oblikovale današnje pravljične dimnike. Ljudje iz Göreme so spoznali, da je mogoče te mehke kamnine zlahka izklesati, da bi oblikovali hiše, cerkve in samostane. Ta krščanska svetišča vsebujejo številne primere bizantinske umetnosti iz post-ikonoklastičnega obdobja. Te freske so edinstveni umetniški dosežki tega obdobja.
V 4. stoletju so se v regiji začele oblikovati majhne skupnosti anhoretov, ki so delovale na poučevanju svetega Bazilija iz vasi Cesareja. Izdolbli so celice v mehko kamnino. V času ikonoklastičnega obdobja (725-842) je bila dekoracija številnih svetišč v regiji minimalna, po navadi simbolična, kot je prikaz križa. Po tem obdobju so v skale izkopali nove cerkve in jih bogato okrasili z živahnimi freskami. Ko so bili Grki iz Kapadokije leta 1923 izgnani iz Turčije v izmenjavi prebivalstva med Grčijo in Turčijo, so bile cerkve opuščene, vendar so bile istočasno skrite, saj so bili njihovi lastniki edini, ki so jih poznali.

## Tokalı Kilise
Tokalı Kilise (ali cerkev zaponke), je največja cerkev v Göreme. Obnova cerkve je bila končana v 1980-ih.
Ena značilnost cerkve je glavna ladja, ki vsebuje freske 9. stoletja v 'podeželjskem' slogu, novejša dopolnila pa so tri apside s freskami iz 11. stoletja, ki so narejene v 'metropolitanskem' slogu. Cerkev vsebuje freske dvanajstih apostolov, svetnikov in prizorov iz Jezusovega življenja. Cerkev ima pod ladjo tudi kripto. Cerkev je sestavljena iz štirih enot: Stare Cerkve, večje Nove Cerkve, paracclesiona (kapele) in Spodnje Cerkve. Stara cerkev izvira iz 10. stoletja. Prvotno je bila cerkev enoladijska z enim sodčkastim obokom. Njena apsida je bila uničena, ko je bila konec 10. ali zgodnjega 11. stoletja dodana Nova cerkev. Zdaj Stara cerkev nudi vstop v Novo Cerkev. Stara cerkev je okrašena z bledimi rdečimi barvami in zelenimi barvami v pasovih, ki predstavljajo prizore iz Nove zaveze in upodobitve nekaterih svetnikov. Paneli bogatega indiga, pobarvani s pigmenti iz kamna lapis lazuli, prevladujejo v Novi Cerkvi: prizori iz Nove zaveze, čudeži Kristusa, prvi diakoni, epizode iz življenja sv. Bazilija (eden od kapadokijskih očetov), opis Leades (enega od štiridesetih mučenikov) in svetega Mena. Nova cerkev je bila izrezana iz vzhodne stene Stare cerkve in okrašena z loki v vzhodnem slogu in vrsto arkadami. Paracclesion, ki je na levi strani Nove Cerkve, je zapuščena kapelica s samo eno apsido. Spodnja cerkev ima tri ladje in kripto.

### Freske v Stari cerkvi
Najpopolnejši dekorativni program Stare cerkve je Kristusov cikel v bobnu oboka enoladijske bazilike. Na vsaki strani oboka so trije registri pripovedi, ki vsebujejo 32 prizorov, ki prikazujejo tradicionalno tristransko delitev Kristusovega življenja; otroštvo, čudeži in pasjon.  Hrbet oboka je okrašen z vrsto medaljonov, ki vsebujejo portrete prerokov Stare zaveze in svetnikov. Pripoved se začne na jugovzhodnem vogalu zgornjega registra z Oznanjenjem, nato se bere proti zahodu (od leve na desno), prečka na drugo stran hrbta medaljonov in konča z umorom Zaharije v severovzhodnem kotu poglavja o otroštvu. Drugo poglavje Kristusovega življenja, Čudeži, zavzame sredino treh registrov (ali drugega registra z vrha) in tudi od leve proti desni, preskoči preko hrbta medaljonov. Čudeži se začnejo takoj, ko se otroštvo konča z begom Elizabete in se konča z vstajenjem Lazarja. Nazadnje najnižji register govori o pasijonu in se bere na enak način in smer kot prva dva registra. Začne se z vstopom v Jeruzalem in se konča s Kristusovim spustom v pekel.  Obstajajo tri slike, povezane s pripovedjo v oboku, vendar so izven njega; Spreobrnjenje v zahodnem timpanonu, [[Gospodov vnebohod v vzhodnem timpanonu in Predstavitev v templju na južni strani vzhodne stene .

Zaradi pol izolirane lokacije v Kapadokiji, freske v Stari cerkvi Tokali Kilise (kot tudi številne druge skalne cerkve na tem območju) temeljijo na Jakobovem evangeliju kot pa kanonskem evangeliju.  Ta razlika, iz več metropolitanskih središč imperija, kot je Konstantinopel, predstavlja neobičajno zaporedje Kristusove pripovedi. Na primer, običajno je bil Beg iz Egipta končni prizor v otroštvu, v Stari cerkvi pa so vključeni še drugi prizori; uničenje Zaharije in beg Elizabete, ki začne poglavje Čudeži. Ta anomalija se pojavi, ker je umetnik spoštoval Jakobov evangelij, ki vključuje oba ta prizora. Čeprav so druge skalne cerkve v Kapadokiji prav tako zasnovale svoje pripovedi na Jakobovem evangeliju, nobena ni podobna Stari cerkvi pri Tokali Kilise. V drugih cerkvah so izvedeni le delci tega Kristusovega cikla.  
Slog freske je skladen z drugimi slikami obdobja in regije. Slike ne nujno ustvarjajo resničnost; figure ne kažejo prepričljivega volumna, draperija je nenaravna, ker se bolj ukvarja z geometrijskim slogom. Figure so postavljene v ospredje slike, kar označuje, da se umetnik (-i) ne ukvarja z realno globino. Te slogovne značilnosti (razmerja, ploskost in geometrijska abstrakcija) lahko primerjamo tudi s freskami v drugih delih imperija, kot je Hagija Sofija v Konstantinoplu. Vendar je povsem regionalna značilnost očitna tudi v »nagnjenosti k temu, da imenujemo drugače anonimne znake s povezovanjem s predmetom ali dejanjem v besedilu (Biblija).« Primer je figura, ki napolni žarek z vodo v Poroka v Kani Galilejski, ki se imenuje Antlioin, ki izhaja iz grške besede 'iztisniti'. 
Kompozicija Kristusovega cikla kot celote ima simboličen pomen. Glede na medaljone, ki vsebujejo portrete prerokov Stare zaveze, je na najvišji točki oboka, hrbtenici, predstavlja začetek ali prvo dobo razodetja in so figure, ki napovedujejo Kristusovo prihodnost in njegova dela na zemlji. Sestava pripovedi kot celote odraža napredovanje od razodetja, pred, med in po Kristusovem življenju na zemlji. 

### Freske v Novi cerkvi
Nova cerkev je veliko večja cerkev od Stare cerkve in ima zato veliko več okrasja. Obstajata dva glavna cikla fresk in veliko število svetnikov, duhovnikov in mučencev, razporejenih po celotnem ostanku stenskega prostora. Tako kot v Stari cerkvi je Kristusov cikel najbolj razvejana in obsežna dekoracija Nove Cerkve. V ladji je zgodnje otroštvo, čudeži in pasijon v visokokakovostnem slikarstvu. Pripoved se začne v severnem oboku ladje in se nadaljuje v registru nad arkadami. 
Nekaj pomembnih prizorov je bilo rezerviranih za bolj vidne lokacije; vnebohod, blagoslov apostolov, binkošti in poslanstvo apostolov je v središčnih in južnih obokih ladje.
Drugi glavni pripovedni cikel v Novi cerkvi v Tokali Kilise je življenje svetega Bazilija. Bil je glavna religiozna figura Kapadokije in zato obstaja sum, da je bila Nova cerkev posvečena njemu. Obstajata le dve znani freski cikla življenja sv. Bazilija, druga pa v kapeli v Balkam Deresi (tudi v Kapadokiji). Cikel v Novi cerkvi vsebuje prizore iz zgodnjega dela pripovedi, medtem ko kapela v Balkam Deresi prikazuje kasnejše prizore.  Več prizorov tega lokalnega svetnika je v transeptu na spodnjih stenah severnega oboka. Prizori vključujejo: spor za nicejsko cerkev, Bazilij in cesar Valens, molitev Arijcev, molitev pravoslavnih, srečanje sv. Efraima in sv. Bazilija, odveza grešne žene in Bazilijev pogreb.  Vsako fresko spremlja napis, ki je vzet neposredno iz biografskih zapisov psevdo-Amfilohija, ki opisujejo sceno. 
Za razliko od večine skalnatih cerkva je presenetljivo znano pokroviteljstvo Nove Cerkve. Je v ladijskem vogalu, napisan je delček stavka, ki pomeni: »Vaša (najsvetejša cerkev) je bila v celoti okrašena s Konstantinom iz ljubezni do samostana (nebeških angelov). Krasi novo delo z dvajsetimi častitljivimi slikami ... « (nadaljuje s poimenovanjem dvajsetih prizorov). Drugi napis, ki je v severni apsidi, se prevede kot: »Bema (ploščad) je okrašena z ... Nikeforom, na račun Leona, sina Konstantina. Ti, ki bereš (to), moli zanje po Gospodu. Amen.« S tema dvema napisoma se je sklepalo, da je slikar Nikefor in da sta bila dva pokrovitelja, Konstantin in njegov sin Leon. Niti pokrovitelj ni označen z naslovom, ki pomeni eno od dveh stvari. Ali so bili ljudje manjšega pomena ali pa so bili tako pomembni in dobro znani, da ni bilo treba vključiti njihovih naslovov. Glede na to, da je bilo zelo drago financirati takšno fresko, je verjetneje, da sta bila bogata in zato dobro znana, zato ni bilo nobenih naslovov. Slogovno so freske podobne slikam istega časovnega obdobja iz Konstantinopla, kar nakazuje, da so lahko pokrovitelji plačali delavnico, da je prišla v Kapadokijo posebej za okrasitev Nove cerkve. To dejstvo opozarja tudi na bogate pokrovitelje . Kar se tiče Nikefora, ime umetnika navedeno v drugem napisu, ne smemo domnevati, da je bil edini umetnik. Bolj verjetno je, da je bil mojster delavnice, ki je bila odgovorna za freske in je zato imel zasluge za delo. V tem primeru bi Nikefor imel več vajencev, ki bi mu pomagali pri številnih nalogah, povezanih z ustvarjanjem fresk. Prav tako v drugem zapisu ni jasno, kako natančno je bil Nikefor odgovoren za del dekoracije. Vendar pa z veliko raziskav in dokazov vodilni učenjak o Tokali Kilise, Ann Wharton Epstein, trdi, da je bil Nikefor odgovoren za celotno dekoracijo nove Cerkve. 

## Elmalı Kilise
Elmalı Kilise (ali Jabolčna cerkev) je manjša jamska cerkev. Zgrajena je bila okoli leta 1050 in je izklesan v štiri nepravilne stebre, znak grškega križa, s katerimi podpira osrednjo kupolo. Obnova cerkve je bila končana leta 1991, vendar se freske še naprej krušijo in razkrivajo plast starejših slik pod njimi. Poslikave prikazujejo prizore svetnikov, škofov in mučencev in desno od oltarja, Zadnjo večerjo s simboličnimi ribami (črke grške besede 'riba', ΙΧΘΥΣ, stojijo za Jezusom Kristusom, Sinom Božjim, Odrešenikom). Ime cerkve naj bi se nanašalo na rdečkasto kroglo v levi roki nadangela Mihaela v kupoli glavne apside ali morda na jablano, ki je rasla v bližini.

## Sveta Barbara Kilisesi
Aziza Barbara Kilisesi (ali cerkev svete Barbare), ki je bila grška mučenica, ki jo je njen oče zaprl, da bi jo zaščitil pred vplivi krščanstva. Barbaro, ki je vsekakor našla način kako utrjevati svojo vero, je njen oče mučil in jo ubil.
Cerkev je bila zgrajena v poznem 11. stoletju, morda kot poklon mučencem. Ima enak položaj kot cerkev Çarikli Kilise. Ima križno kupolo z eno centralno apsido, dvema stranskima apsidama in dvema stebroma. Kupola prikazuje Kristusa na prestolu, z geometrijskimi vzorci pobarvanimi v rdečem okru, naslikanimi neposredno na skalo, kar naj bi bilo simbolično po naravi. Drugo freska z velikim kobilicami, ki bi lahko predstavljale zlo, varujeta dva sosednja križa. Severni zid cerkve vsebuje fresko svetega Jurija in svetega Teodoraja na konju, ki se borita proti zmaju in kači. Menihi so potegnili rdeče okraste črte na skale, da bi ustvarili vtis, da so bili v gradnji uporabljeni rezani kamni.

## Yılanlı Kilise
Yılanlı Kilise (Kačja cerkev) je preprosta obokana cerkev z nizkim stropom in dolgo ladjo. Imenuje se po freski svetnikov Teodorja in svetega Jurija, ki ubija zmaja (ali kačo, kot je prikazano na freski). Cerkev ima tudi fresko cesarja Konstantina in njegove matere svete Helene, ki drži Pravi križ. Legenda pravi, da je odkrila križ, na katerem je bil Jezus križan, potem ko ga je videl v sanjah in da je kos križa še vedno pokopan v temeljih Hagije Sofije v Carigradu. Drugi deli križa so v baziliki Božjega groba v Jeruzalemu in v baziliki svetega Petra v Rimu. Še en zanimiv portret je svetnik Onufrij na zgornji steni desno od vhoda. Svetnik je živel kot puščavnik v egipčanski puščavi v bližini Teb v Egiptu in je navadno prikazan z dolgo sivo brado in nosi le figov list.

## Karanlık Kilise
Karanlık Kilise (Temna cerkev) je bila samostanska stavba, zgrajena v 11. stoletju. Gre za kupolasto cerkev z eno glavno apsido, dvema majhnima apsidama in štirimi stebri. Okrašena je s prizori iz Nove zaveze: Kristus Pantokrator, Rojstvo, Oboževanje magov, Prvi krst, Zadnja večerja, Izdaja Juda, Križanje, Kristusov spust v pekel.
Po turški invaziji se je do leta 1950 uporabljala kot golobnjak. Po 14 letih uničevanja golobov, so te novo obnovljene freske, ki prikazujejo prizore iz Nove zaveze, najbolje ohranjene v celotni Kapadokiji in lep primer bizantinske umetnosti iz 11. stoletja. Del narteksa ali predprostora je zrušil in odprl del cerkvene strehe, kar je povzročilo poškodbo freske s Kristusovim vstajenjem in blagoslovom svetnikov, medtem ko so ostali prizori le deloma ostali, ko je propadla stena. Ime cerkve mogoče izvira iz majhnega okulusa, ki gleda iz narteksa, in daje zelo malo svetlobe. Ta funkcija je ohranila bogastvo pigmentov in jim omogočila preživetje.

## Çarıklı Kilise
Çarıklı Kilise (Cerkev s sandali) ime prihaja iz dveh odtisov na dnu freske Vnebohod ob vhodu v cerkev (ta freska naj bi bila točna kopija tiste, ki jo vsebuje kapela Vstajenja v Jeruzalemu). Cerkev je vklesana v isto skalo kot Karanlik Kilise. O sledeh je veliko legend. Cerkev je vklesana v tlorisu križa s križnimi oboki. Freske, ki segajo v 11. stoletje, vsebujejo Štiri evangeliste, Rojstvo in Križanje, Krst, Oboževanje magov in drugo tematiko iz Nove zaveze.

## Druga literatura
- Caves of God: Cappadocia and its Churches by Spiro Kostof Publisher: Oxford University Press, USA (August 3, 1989) ISBN 0-19-506000-8 ISBN 978-0195060003
- KARAHAN, Anne. “The Impact of Cappadocian Theology on Byzantine Aesthetics: Gregory of Nazianzus on the Unity and Singularity of Christ”. In: Ed. N. Dumitraşcu, The Ecumenical Legacy of the Cappadocians. New York, NY: Palgrave Macmillan, 2015, Chapter 10, 159-184. ISBN 978-1-137-51394-6
- KARAHAN, Anne. Final report of research project financed by Riksbankens Jubileumsfond 2009-2012, The Image of God in Byzantine Cappadocia: An Investigation of Its Relation to Divine and Human in Fourth-Century Cappadocian Thinking, 2012, http://srii.org/content/upload/documents/7c6add2c-82ed-4e8c-b4f3-0458bb86a190.pdf Arhivirano 2019-07-11 na Wayback Machine.
- KARAHAN, Anne. “Beauty in the Eyes of God: Byzantine Aesthetics and Basil of Caesarea”. In: Byzantion. Revue Internationale des Études Byzantines 82 (2012): 165-212.
- KARAHAN, Anne. “The Image of God in Byzantine Cappadocia and the Issue of Supreme Transcendence”. In: Studia Patristica 59 (2013): 97-111.
- KARAHAN, Anne. “En betraktelse av östkristen treenighetstro och motivet filoxenia i den bysantinska klippkyrkan Çarıklı i Kappadokien”. In: Eds. G. Innerdal, K-W. Sæther, Trinitarisk tro og tenkning – Festskrift til Svein Rise. (Kyrkjefag Profil 25). Kristiansand: Portal forlag, 2015, 85-105. ISBN 978-82-8314-065-1
- Rodly, Lyn. Cave Monasteries of Byzantine Cappadocia. Cambridge: Cambridge University Press, 1985.
- Epstein, Ann Wharton. Tokali Kilise: Tenth-Century Metropolitan Art in Byzantine Cappadocia. Washington DC: Harvard University Press, 1986.